# Wojciech Karolak
Wojciech Krzysztof (Wojtek) Karolak (Varsovia, 28 de mayo de 1939-23 de junio de 2021) fue un organista polaco, especialista en Hammond B-3 que se refería a sí mismo como un "músico de jazz y de rhythm and blues estadounidense nacido por error en Europa central". También tocaba profesionalmente el saxofón y el piano.